# Fideos chinos

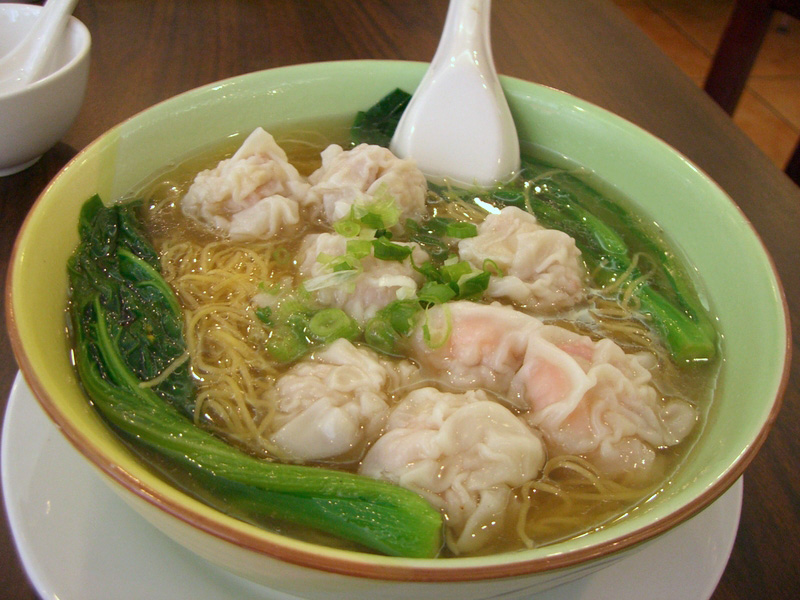
Sopa wantán de fideos en Boston.

Los fideos chinos o espaguetis chinos, son una preparación de pasta originaria de la cocina china y sus diferentes variedades constituyen, junto al arroz, uno de los dos alimentos básicos de la mayoría de la población de los países de Asia Oriental y Sureste Asiático. En Asia los fideos se preparan en grandes cantidades y al contrario que la pasta europea, suelen distribuirse frescos. Aunque hay multitud de maneras de preparación, destacan dos que son omnipresentes: la preparación en seco (干，gān), en los que después de cocerse se saltean en un wok, y la preparación en sopa (汤, tāng), en la que son servidos dentro de un cuenco de caldo.
Los fideos chinos no están relacionados directamente con los fideos europeos que tienen un origen distinto.

## Denominación
Incluyen diferentes tipos de pastas, denominados miàn (麪/麵 面); a menudo transliterados como "mien" o "mein". "Miàn" (麪) se refiere a los fideos elaborados con harina de trigo mientras que "fěn" (粉) o "fun" se refiere a los fideos elaborados con arroz (fideo de arroz).

## Historia

### Origen
La mención más temprana de los fideos chinos data de un libro de la Dinastía Han (206 BC – 220 AD), durante la cual ya eran un alimento básico de la población y se hacían con masa de trigo. Debido a la demanda para alimentar a los soldados en los tiempos de la Dinastía Han Occidental fue necesario para el gobierno implementar tecnologías de procesado que los hicieran más fáciles de almacenar y más asequibles. En este tiempo surgieron los “Laomian”, hechos con harinas de trigo sarraceno (rica en almidón), mijo y guisante, por lo que contenía menos agua facilitando el almacenamiento y el transporte.
En la Dinastía Song (960–1279) los establecimientos de sopa de tallarines eran ya populares en las ciudades y abrían toda la noche. Durante los periodos dinásticos anteriores los fideos chinos de trigo se conocían como "torta de sopa" (湯餅), tal como explica el maestro coetáneo Huang Chaoying (黃朝英) en su obra "Discusión deliciosa de varios temas eruditos" (en chino, 靖康緗素雜記; pinyin, jìngkāngxiāngsùzájì, Rollo 2) que en los tiempos antiguos los alimentos similares al pan, como la pasta, eran denominados colectivamente como "bing" (torta) y elaborados con diferentes técnicas de cocina china.

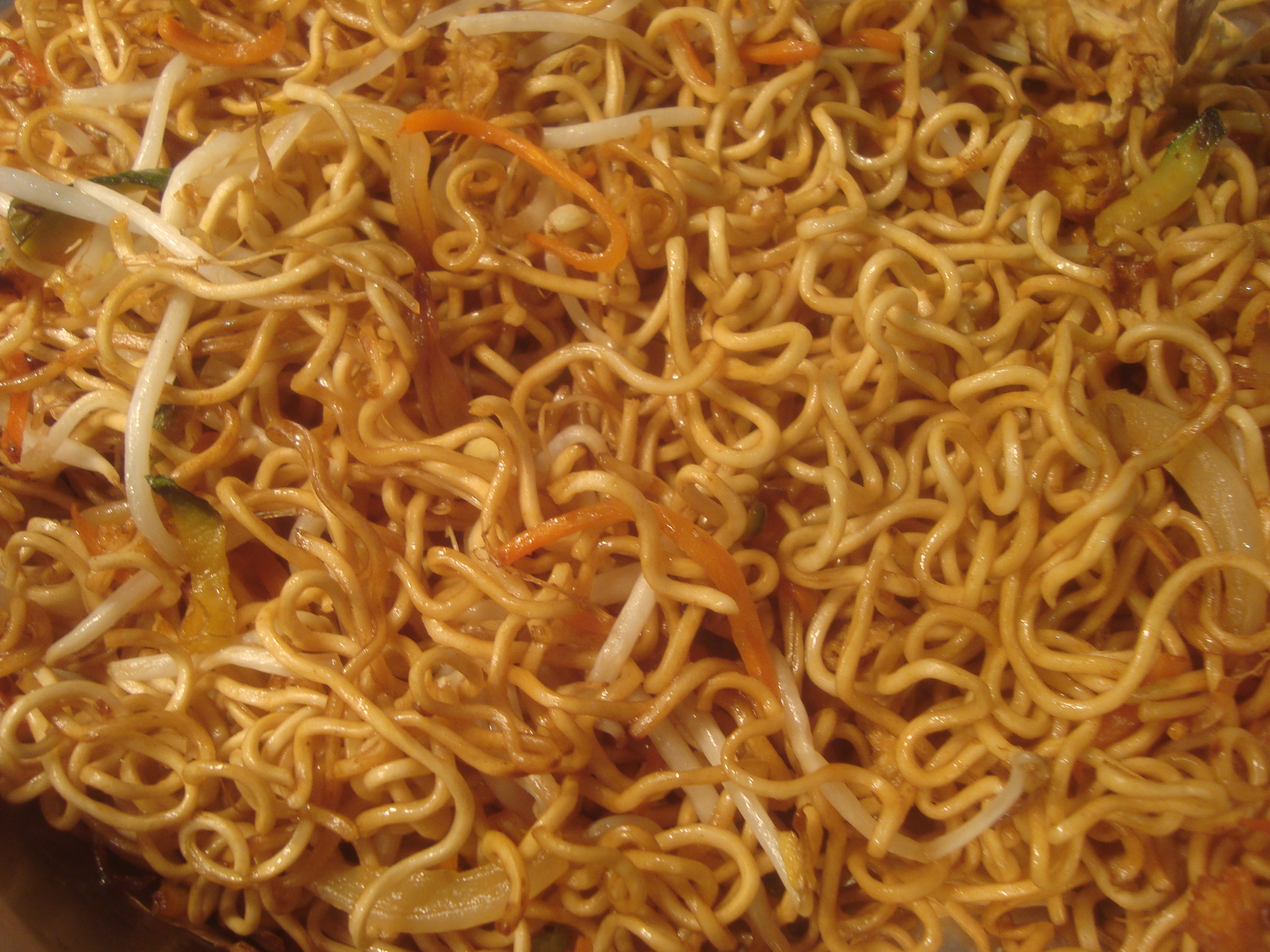
Fideos chinos con verduras y soja.

## Características
Muy diferentes de muchas pastas y tallarines occidentales, los fideos chinos se elaboran con pasta ligeramente salada, por esta razón no requiere añadir más sal cuando se ponen a hervir en agua. Además los fideos chinos suelen cocinarse más rápido, generalmente requieren menos de 5 minutos para llegar al estado al dente. De hecho algunos fideos alcanzan este estado en menos de un minuto, estando listos para servir.

## Nomenclatura
La nomenclatura de los fideos chinos es muy difícil de categorizar debido a la gran cantidad de dialectos del idioma chino empleados en la denominación de los mismos y de cada una de las variedades. Cada fideo puede ser denominado en pinyin para mandarín, pero en Hong Kong y en las localidades vecinas es conocido como Guangdong debido su pronunciación cantonesa, mientras que en Taiwán, Malasia, Singapur y otras regiones y comunidades más allá de China así como en el sureste Asiático usan sin embargo el Hokkien.

## Lista de los tipos de fideos
| Caracteres            | Pinyin                      | Cantonés                  | Hokkien   | Descripción                                                        | Equivalente occidental                  | Equivalente Thai |
| --------------------- | --------------------------- | ------------------------- | --------- | ------------------------------------------------------------------ | --------------------------------------- | ---------------- |
| 面/麺/麵/麪           | miàn                        | min                       | mee       | fideos con harina de trigo                                         | spaghetti                               |                  |
| 幼面                  | yòu miàn                    |                           | mee kiah  | fideos finos de trigo                                              | vermicelli                              |                  |
| 面薄                  | miàn báo                    |                           | mee pok   | fideos planos de trigo                                             | fettuccine                              |                  |
| 拉麺                  | lāmiàn                      | lai min                   |           | fideos estirados a mano; japoneses ramen                           |                                         | ba mee (เส้นบะหมี่) |
| 撈麵/撈麪             | lāo miàn                    | lo mein                   |           | fideos salteados                                                   |                                         |                  |
| 米粉                  | mǐfěn                       | mai fun                   | bee hoon  | fideo de arroz                                                     | arroz vermicelli                        | sen mee (เส้นหมี่)  |
| 米線                  | mǐxiàn                      | lai fun / mai sin         |           | fideos de arroz                                                    | spaghetti de arroz                      | sen lek (เส้นเล็ก) |
| 叻沙                  | lā shā                      | lik sa                    | laksa     | peranakan fideo de arroz                                           | spaghetti de arroz                      |                  |
| 粿条                  | gǔotiáo                     | kwai tiu                  | kway teow | fideo de arroz plano                                               | fettuccine de arroz                     | sen yai (เส้นใหญ่) |
| 沙河粉/河粉           | shāhéfěn / héfěn            | ho fun                    | hor fun   | muy grande, fideos planos de arroz                                 | pappardelle de arroz                    |                  |
| 冬粉                  | dōngfěn                     | dung fun                  | dang hun  | fideos de almidón de garbanzo verde                                | fideo fino de garbanzo verde vermicelli |                  |
| 粉絲/綠豆麪           | fěnsī / lǜ dòu miàn         | fun sze                   |           | fideo de garbanzo verde fino                                       | vermicelli de garbanzo verde            | Wun sen (วุ้นเส้น)  |
| 麵線/宮麵             | miànxiàn / gōngmiàn         | min sin                   | misua     | fideo salado fino (1 mm de diámetro)                               | largo y corto muy fino vermicelli       |                  |
| 伊麵/伊府麵           | yīmiàn / yīfǔmiàn           | yee min / yee foo min     | ee mee    | denominado e-fu noodle: fideo del huevo frito                      |                                         |                  |
| 銀針粉/老鼠粉         | yínzhẽnfĕn / lǎoshǔfĕn      | ngun zum fun / lo shi fun |           | literalmente "Agujas de plata". 3-5 mm diámetro con final en punta |                                         |                  |
| 蝦子麪                | xiãzi miàn                  | ha tsz min                |           | fideo gamba de huevo                                               |                                         |                  |
| 粗面/粗麪 or 上海粗面 | cū miàn or Shanghái cū miàn |                           |           | fideo fino de harina de trigo; similar al japonés udon             |                                         |                  |

## Lista de platos chinos con fideos
- Ban mian
- Char kway teow
- Fried sauce noodles
- Lo mein
- Re gan mian